# Paramount Global
Paramount Global, conocido simplemente como Paramount (anteriormente conocido como ViacomCBS, Inc.), fue un conglomerado multinacional estadounidense de medios de comunicación con sede en Nueva York. La corporación se formó a través de la fusión de CBS Corporation y la segunda encarnación de Viacom el 4 de diciembre de 2019, que se crearon a partir del derrame y división del Viacom original en 2005. La compañía tuvo intereses en películas, televisión, publicaciones y medios digitales.
Los principales activos de la compañía incluían el estudio de cine Paramount Pictures, CBS Entertainment Group (que consta de propiedades con la marca CBS, incluida la cadena homónima CBS, CBS Television Studios, CBS Television Stations, CBS Interactive y una participación del 12.5% en The CW), Media Networks (que consiste en canales de televisión por cable básicos y de nivel prémium estadounidenses que incluyen a MTV, Nickelodeon, BET, Comedy Central y Showtime), Networks International (que consisten en versiones internacionales de cadenas nacionales ViacomCBS, así como cadenas específicas de la región, entre ellas Channel 5 en el Reino Unido, Network 10 en Australia, Telefe en Argentina y Chilevisión en Chile), Global Content Licensing (compuesto por CBS Television Distribution y CBS Studios International) y la editorial Simon & Schuster.
En 2024, National Amusements mantuvo conversaciones para una posible fusión o adquisición de Paramount Global, con varias empresas, entre ellas Skydance Media, considerando adquirir la empresa. Para el 3 de junio, Paramount aparentemente había acordóado los términos de fusión con Skydance. Sin embargo, para el 11 de junio, las negociaciones de fusión entre Paramount y Skydance fracasaron, lo que resultó en la cancelación de la fusión propuesta. Posteriormente, las compañías renegociaron el acuerdo y, el 2 de julio de 2024, Skydance llegó a un acuerdo preliminar para formar Paramount Skydance Corporation mediante una fusión tripartita entre ella, National Amusements y Paramount. El 24 de julio de 2025 se aprobó la fusión, más de un año después de un acuerdo de fusión. La fusión se cerró el 7 de agosto de 2025.

## Antecedentes
Paramount Pictures, CBS y Viacom han estado asociadas entre sí a través de una serie de fusiones y escisiones empresariales. Paramount Pictures se fundó en 1912 como Famous Players Film Company. En 1927 se fundó la CBS, de la que Paramount Pictures tuvo una participación del 49% entre 1929 y 1932. En 1952, CBS creó CBS Television Film Sales, una división que gestionaba los derechos de sindicación de la biblioteca de series de televisión propiedad de la cadena CBS. Esta división pasó a llamarse CBS Films en 1958, y de nuevo CBS Enterprises Inc. en enero de 1968, y finalmente Viacom (acrónimo de Video and Audio Communications) en 1970. En 1971, esta división de sindicación se escindió en medio de las nuevas normas de la FCC que prohibían a las cadenas de televisión ser propietarias de empresas de sindicación (estas normas fueron finalmente abolidas por completo en 1993). En 1985, Viacom compró MTV Networks y Showtime/The Movie Channel Inc. a Warner Communications y American Express. En 1986, Viacom fue adquirida por su actual propietario, la empresa operadora de cines National Amusements.
Mientras tanto, Paramount Pictures fue adquirida por Gulf and Western Industries en 1966, que luego se rebautizó como Paramount Communications en 1989. Posteriormente, Viacom compró Paramount Communications en 1994.
En 1999, Viacom realizó su mayor adquisición hasta la fecha al anunciar sus planes de fusión con su antigua matriz CBS Corporation (la rebautizada Westinghouse Electric Corporation, que se había fusionado con CBS en 1995). La fusión se completó en el año 2000, con lo que CBS se reunió con su antigua división de sindicación. El 3 de enero de 2006, Viacom se dividió en dos empresas: CBS Corporation, sucesora de la anterior, y la empresa escindida Viacom.

## Historia

### Formación
El 29 de septiembre de 2016, National Amusements envió una carta a Viacom y CBS Corporation, alentando a las dos compañías a fusionarse nuevamente en una sola. El 12 de diciembre, el acuerdo fue cancelado.
El 12 de enero de 2018, CNBC informó que Viacom había vuelto a entrar en conversaciones para fusionarse nuevamente con CBS Corporation, después de que se anunciara la fusión de AT&T-Time Warner y la adquisición de Disney de los activos de 21st Century Fox. Viacom y CBS también enfrentaron una fuerte competencia de compañías como Netflix y Amazon. Poco después, se informó que la compañía combinada podría ser un pretendiente para adquirir el estudio de cine Lionsgate. Viacom y Lionsgate estaban interesados en adquirir The Weinstein Company. Tras el efecto Weinstein, Viacom figuraba como uno de los 22 compradores potenciales interesados en adquirir The Weinstein Company. Perdieron la oferta, y el 1 de marzo de 2018, se anunció que Maria Contreras-Sweet adquiriría todos los activos de TWC por $500 millones.
El 30 de marzo de 2018, CBS hizo una oferta de acciones un poco por debajo del valor de mercado de Viacom, insistiendo en que su liderazgo actual, incluido el presidente y CEO de mucho tiempo, Les Moonves, supervise la compañía combinada. Viacom rechazó la oferta como demasiado baja, solicitando un aumento de $2.8 mil millones y que Robert Bakish se mantuviera como presidente y COO bajo Moonves. Estos conflictos fueron el resultado de que Shari Redstone buscara más control sobre CBS y su liderazgo.
Finalmente, el 14 de mayo de 2018, CBS Corporation demandó a su empresa matriz de Viacom, National Amusements, y acusó a Shari Redstone de abusar de su poder de voto en la compañía y forzar una fusión que no fue respaldada por esta ni por Viacom. CBS también acusó a Redstone de desalentar a Verizon Communications de adquirirlo, lo que podría haber sido beneficioso para sus accionistas.
El 23 de mayo de 2018, Les Moonves declaró que consideraba que los canales de Viacom eran un "albatros", y aunque favorecía más contenido para CBS All Access, creía que había mejores ofertas para CBS que el acuerdo de Viacom, como Metro-Goldwyn-Mayer, Lionsgate o Sony Pictures. Moonves también consideró que Bakish era una amenaza porque no quería un aliado de Shari Redstone como miembro de la junta de la compañía combinada.
El 9 de septiembre de 2018, Les Moonves salió de CBS después de múltiples acusaciones de agresión sexual. National Amusements acordó no hacer ninguna propuesta de fusión CBS-Viacom durante al menos dos años después de la fecha del acuerdo.
El 30 de mayo de 2019, CNBC informó que CBS Corporation y Viacom explorarían las discusiones de fusión a mediados de junio de 2019. La junta directiva de CBS fue renovada con personas que estaban abiertas a la fusión; La nueva fusión fue posible con la renuncia de Moonves, quien se había opuesto a todos los intentos de fusión. Las conversaciones comenzaron después de los rumores de que CBS adquiriera Starz de Lionsgate. Los informes dicen que CBS y Viacom supuestamente establecieron el 8 de agosto como una fecha límite informal para llegar a un acuerdo para recombinar las dos compañías de medios. CBS anunció la adquisición de Viacom como parte del acuerdo de fusión por hasta $15.4 mil millones.
El 2 de agosto de 2019, se informó que CBS y Viacom acordaron fusionarse nuevamente en una entidad. Ambas compañías llegaron a un acuerdo sobre el equipo de gestión para la fusión, con Robert Bakish como CEO de la compañía combinada con el presidente y CEO interino de CBS, Joseph Ianniello, supervisando los activos de la marca CBS. El 7 de agosto de 2019, CBS y Viacom informaron por separado sus ganancias trimestrales mientras continuaban las conversaciones sobre la fusión.
El 21 de diciembre de 2023, el Financial Times informó que WarnerBros. Discovery y Paramount estaban en conversaciones iniciales para una potencial fusión. 

### Inicio de las operaciones
El 13 de agosto, CBS y Viacom anunciaron oficialmente su fusión; la compañía combinada se llamó ViacomCBS. Shari Redstone también serviría como presidenta de la nueva compañía.
Tras el acuerdo de fusión, Viacom y CBS anunciaron conjuntamente que se esperaba que la transacción se cerrara a finales de 2019, en espera de las aprobaciones regulatorias y de los accionistas. La fusión debía ser aprobada por la Comisión Federal de Comercio.
El 28 de octubre, la fusión fue aprobada por National Amusements, que luego anunció que el acuerdo se cerraría a principios de diciembre; la compañía recombinada negociaría sus acciones en NASDAQ bajo los símbolos "VIAC" y "VIACA" después de que CBS Corporation anulara sus acciones en la Bolsa de Nueva York.
El 25 de noviembre, Viacom y CBS anunciaron que la fusión se cerraría el 4 de diciembre y comenzaría a cotizarse en NASDAQ el 5 de diciembre. El 4 de diciembre de 2019, Bakish confirmó que la fusión de ViacomCBS se había cerrado.

### Cambio de marca
El 16 de febrero de 2022, ViacomCBS es renombrado como Paramount Global o simplemente Paramount. Este cambio fue anunciado el día anterior por la presidenta de la empresa, Shari Redstone.

### Fusión con Skydance Media
El 20 de diciembre de 2023, Axios y The New York Times, informaron que David Zaslav, CEO de Warner Bros. Discovery, se habría reunido con Bob Bakish y habían discutido una posible fusión. Portavoces de las dos compañías declararon que las conversaciones eran preliminares y podrían no dar lugar a un acuerdo, mientras que Fox Business informó a través de fuentes internas que Zaslav «no estaba en modo de acuerdo».
El 10 de enero de 2024, se informó que National Amusements estaba poniendo a Paramount Global en venta. Los posibles compradores incluían Warner Bros. Discovery, Apollo Global Management, Allen Media Group  y RedBird Capital Partners, así como Skydance Media, que ya era co-financiador de algunas películas de Paramount Pictures en las que también invierte RedBird.
El 2 de abril de 2024, Paramount y National Amusements se acercaron a Skydance para un acuerdo de adquisición exclusivo. Shari Redstone y David Ellison buscaron una transacción tripartita entre las empresas. El 18 de abril, se informó que Sony Pictures estaba interesada en adquirir Paramount Global a través de una compra conjunta con Apollo.
El 29 de abril de 2024, Bob Bakish renunció a su cargo de presidente y director ejecutivo. Fue reemplazado por una oficina del director ejecutivo, dirigida por Brian Robbins, George Cheeks y Chris McCarthy. El diario Los Angeles Times calificó esto como una expulsión de Redstone debido a la supuesta oposición de Bakish al acuerdo con Skydance. McCarthy fue designado legalmente como «director ejecutivo principal interino» de la compañía para cumplir con las regulaciones de la SEC que estipulan que una persona debe llevar a cabo «el curso normal de los negocios».
El 2 de mayo, Sony y Apollo presentaron a Paramount una oferta no vinculante por 26 mil millones de dólares, cuyos términos no estaban claros en ese momento. La ventana de negociación exclusiva de Skydance finalizó el 3 de mayo de 2024 y no se renovó, aunque la empresa seguía interesada en comprar Paramount. Al día siguiente, los miembros de la junta directiva de Paramount se reunieron y consideraron la posibilidad de realizar otras ofertas similares; finalmente, se decidió que comenzarían las negociaciones con respecto a la oferta de Sony y Apollo mientras seguían manteniendo conversaciones no exclusivas con Skydance. Ese mismo día, Warren Buffett, de Berkshire Hathaway, declaró en una reunión anual que había vendido todas sus acciones en Paramount con una pérdida sustancial. El 17 de mayo, Sony y Apollo firmaron acuerdos de confidencialidad que les permitían investigar la información financiera privada de Paramount, lo que permitió que su oferta avanzara aún más. Sin embargo, en ese momento, según se informó, las empresas estaban dando marcha atrás con su oferta en efectivo y estaban reconsiderando su enfoque para un acuerdo por los activos de la empresa.
A finales de mayo, Skydance revisaría su oferta para adquirir National Amusements, pagando 2250 millones de dólares y estipulando que los accionistas de Paramount recibirían 4500 millones de dólares en efectivo, y la compañía recibiría 1500 millones de dólares en fondos de reducción de deuda, lo que, según informó The Wall Street Journal, un comité independiente que representaba a Paramount había finalmente recomendado. El 3 de junio, Paramount y Skydance habían acordado los términos de la fusión. Se esperaba que el acuerdo final se anunciara en los próximos días. Sin embargo, en ese momento, National Amusements de Redstone no había aprobado formalmente el acuerdo. Según se informaba, Redstone estaba disgustada con los términos revisados, ya que ahora recibiría menos dinero por sus acciones y Skydance quería que Redstone asumiera las responsabilidades legales en el caso de demandas de accionistas descontentos con dicho trato. Redstone consideró vender su compañía a otro postor, con nombres como el escritor y productor Steven Paul, el empresario Edgar Bronfman Jr., Bain Capital, el fundador de Patrón Tequila, John Paul DeJoria, y el empresario Barry Diller en carrera. El 11 de junio, National Amusements anunció que no había logrado llegar a un acuerdo con Skydance para adquirir Paramount.
El 2 de julio de 2024, Skydance renegoció el trato y llegó a un acuerdo preliminar para adquirir National Amusements y fusionarse con Paramount. Dicho acuerdo fue remitido por National Amusements al comité especial de Paramount. Además, según se ha reportado, Paramount inició conversaciones para la venta del BET Media Group a compradores liderados por el CEO de BET, Scott Mills, por entre 1600 y 1700 millones de dólares estadounidenses.
Finalmente, el 8 de julio de 2024, se confirmó que Skydance Media se fusionará con Paramount Global y sus accionistas tomarán el control de la nueva entidad a través de una inversión de más de $8 mil millones de dólares. Según el acuerdo final, que tiene un valor empresarial de $28,000 millones de dólares, Ellison sería nombrado presidente del consejo de administración y director ejecutivo de lo que actualmente se denomina «Nuevo Paramount» y el ex director ejecutivo de NBCUniversal, Jeff Shell, se convertiría en presidente de la compañía. Antes de la finalización, Paramount Global conservaría un plazo de 45 días para buscar ofertas iguales o superiores de otros postores. Redstone recibirá 2400 millones de dólares por su participación en National Amusements. Si Paramount encontrara una oferta mejor, Skydance tendría derecho a recibir un pago de 400 millones de dólares por separación de la compañía. El equipo ejecutivo de Skydance apoyó la posible venta de varios activos de Paramount que se consideraron «no estratégicos» para sus planes, incluidos BET y otros.
En agosto de 2024, Paramount anunció que despediría al 15% de su personal en Estados Unidos, lo que supone unos 2000 empleados. Los recortes se produjeron como resultado de una amortización de 6000 millones de dólares en sus canales de televisión por cable.Esto igualmente incluyó el cierre de Paramount Television Studios. El mes siguiente, Paramount vendió Vidcon a la empresa británica Informa.
En noviembre de 2024, se informó que Shari Redstone dejaría Paramount Global después de que la compañía completara su fusión planificada con Skydance Media. Como ya se había anunciado previamente, la entidad fusionada verá a David Ellison, fundador de Skydance Media, asumir los roles de presidente y director ejecutivo, mientras que Jeff Shell, ex director ejecutivo de NBCUniversal, se convertirá en presidente. En diciembre de 2024, Paramount fusionó sus divisiones de cadenas de televisión y streaming.
En julio de 2025, la empresa acordó pagar 16 millones de dólares para resolver una demanda presentada por el presidente estadounidense Donald Trump que alegaba edición engañosa de la entrevista de 60 Minutes de octubre de 2024 con su rival demócrata, Kamala Harris.
Unas semanas después, el 15 de julio, el presentador del Late Show, Stephen Colbert, calificó el pago de 16 millones de dólares como un «soborno cuantioso» a Trump. Tres días después, Paramount anunció la cancelación de The Late Show with Stephen Colbert, aunque informes posteriores indicaron que el representante de Colbert había sido informado de la cancelación el 27 de junio. El Sindicato de Guionistas del Este y Oeste de Estados Unidos ha solicitado a la fiscal general de Nueva York, Letitia James, que investigue las irregularidades cometidas en Paramount como resultado, en concreto, que investigue si «la cancelación de The Late Show es un soborno que sacrifica la libertad de expresión para congraciarse con la Administración Trump mientras la empresa busca la aprobación de la fusión».

## Unidades de la empresa
Paramount Global comprende cinco unidades principales:
- Paramount Pictures, como división homónima de la empresa, se centra en la producción y distribución de películas en salas de cine, incluidos los estrenos de películas bajo los sellos Paramount Animation y Paramount Players, además del emblemático sello Paramount Pictures, así como la producción de programas de televisión a través de Paramount Television Studios.
- Paramount Media Networks engloba los canales de televisión de pago propiedad de Paramount en Estados Unidos, como MTV, Nickelodeon, Showtime, BET, Comedy Central, TV Land, Paramount Network, Logo, CMT, Pop TV, Smithsonian Channel, VH1, The Movie Channel y Flix, así como el control de sus instalaciones de producción para los canales mencionados, incluido Nickelodeon Animation Studio.
  - Paramount International Networks engloba ciertas versiones internacionales de sus canales de televisión divididas en tres núcleos regionales: Reino Unido y Australia, Europa, Oriente Medio, África y Asia (EMEAA), y las Américas, así como redes específicas de cada región (como Channel 5 en el Reino Unido, Network 10 en Australia, Telefe en Argentina y Chilevisión en Chile), poseyendo otros negocios en una participación porcentual (como el 30% del estudio de televisión Rainbow S.p.A. en Italia y el 49% de la empresa conjunta Viacom 18 con TV18), y todos los canales de la marca CBS en Europa, que son copropiedad de AMC Networks International.
  - Paramount Digital Studios se compone de propiedades digitales en línea y de vídeo en Internet, incluyendo Awesomeness (una empresa de medios de comunicación y entretenimiento donde es supervisado por su cofundador Brian Robbins, también ejecutivo de Paramount Media Networks, a partir de noviembre de 2019).
- Paramount Streaming se centra en los servicios globales de streaming over-the-top que abarcan Paramount+, Pluto TV, Showtime, CBSN, CBS Sports HQ, BET+ y Noggin.
  - Paramount+: Estará disponible en todos los países pertenecientes a Unión Europea a partir de 22 de diciembre de 2022.
- Paramount Global Distribution Group se centra en la distribución global y la concesión de licencias de programas producidos por los estudios de producción de Paramount.
- CBS Entertainment Group se compone de activos de la marca CBS, como la cadena de televisión CBS, CBS News and Stations, CBS Sports, CBS Studios, CBS Media Ventures y Big Ticket Television. También tiene una participación minoritaria del 12.5% en la cadena de televisión The CW, la cual es operada por su accionista mayoritario Nexstar Media Group.

Otros activos de Paramount son Simon & Schuster (editorial de libros), VidCon (videoconferencia online multigénero) y Bellator (promotor de artes marciales mixtas). La empresa también tiene una participación no revelada en FuboTV, que adquirió en 2020.